# Comuna Markopil, Brodî
Markopil (în ucraineană Маркопіль) este o comună în raionul Brodî, regiunea Liov, Ucraina, formată din satele Markopil (reședința) și Șîșkivți.

## Demografie
Componența lingvistică a comunei Markopil
     Ucraineană (100%)
Conform recensământului din 2001, toată populația comunei Markopil era vorbitoare de ucraineană (100%).